# Rabat
Rabat (en árabe: الرباط‎; en lenguas bereberes: ⵔⵔⴱⴰⵟ) es la capital del reino de Marruecos y de la región Rabat-Salé-Kenitra. Está situada en la costa atlántica, en la orilla sur y en la desembocadura del río Bu Regreg, que la separa de la vecina Salé. Según el censo de 2004 tenía una población de 1 622 860 habitantes, lo que la convierte en la segunda ciudad más poblada del país tras Casablanca.

## Historia
La historia de Rabat comenzó con un asentamiento conocido como Chellah en la ribera del Bu Regreg, en el siglo III a. C. En el 40 d. C., los romanos se hicieron cargo de Chellah y la convirtieron en el asentamiento romano de Sala Colonia. Roma conservó la colonia hasta el 250 d. C., cuando la abandonó a los gobernantes bereberes, quienes desempeñaron un papel importante en al-Ándalus.
El núcleo original de la ciudad fue el campamento fortificado o ribat construido por el sultán almohade Abd Al-Mumin en 1146, aprovechando una alta pared rocosa que domina la desembocadura del río. El lugar fue base para incursiones almohades en la península ibérica y fue bautizado como Ribat al-Fath, traducido como «Campamento de la Victoria» o «Fortaleza de la Victoria».
En 1195 su nieto Yaqub al-Mansur proyectó la construcción de una gran ciudad que se extendía sobre más de cuatrocientas hectáreas, rodeada de imponentes murallas y fortificaciones con cinco grandes puertas. En ella debía erigirse una gran mezquita con cuatrocientas columnas para superar a la Giralda de Sevilla y a la Kutubia de Marrakech, pero las obras fueron detenidas tras su muerte en 1199. De ella sólo ha sobrevivido la Torre Hasan de 44 metros, veinte menos que el proyecto original. Tras su muerte la ciudad fue prácticamente abandonada y en 1260 el rey español Alfonso X conquistó e incendió la ciudad. La ciudad no llegó a albergar el número de habitantes para la que fue construida, y desde el fin del imperio almohade, a finales del siglo XIII, hasta el siglo XVII su importancia decreció considerablemente. Contribuyó a esta decadencia la conquista benimerina de la zona, quienes eligieron a Fez como su capital. De este periodo data la necrópolis de Chellah, situada extramuros de la ciudad. 

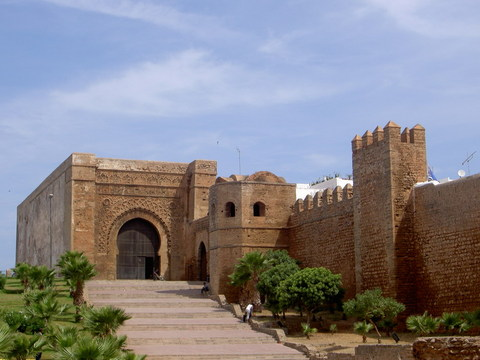
Puerta de la fortaleza de los Udaia.

No fue hasta 1610 cuando la ciudad y la vecina Salé se revitalizaron tras la instalación de numerosos refugiados moriscos expulsados de España. En la fortaleza de los Udaia, la parte más antigua de la ciudad, se instaló la mayor parte de los tres mil habitantes del pueblo extremeño de Hornachos, que se mantuvieron unidos tras la expulsión y acabaron obteniendo del sultán Mulay Zaydan el encargo de reconstruir y custodiar la vieja alcazaba. En los años siguientes desarrollaron una nutrida y eficaz flota de barcos y en 1627, aprovechando las luchas internas de los poderes marroquíes, y con el apoyo de Sidi Ayachi, gobernador de Salé, proclamaron su independencia política fundando la República de las Dos Orillas en Rabat (conocida en Europa como «Salé la Nueva») y Salé, dedicada fundamentalmente a la actividad corsaria contra barcos cristianos. Terminó en 1666, al ser tomado el estuario por los alauíes, dinastía que gobernaría Marruecos en lo sucesivo. Salé mantuvo la actividad corsaria hasta 1829.
Con el establecimiento del protectorado de Marruecos, la ciudad quedó bajo el control administrativo francés. En 1912 el mariscal Lyautey eligió Rabat como capital administrativa del Protectorado francés de Marruecos y en 1956, tras la independencia de Marruecos, la ciudad se convirtió en la capital del país.
Después de la Segunda Guerra Mundial, los Estados Unidos obtuvieron presencia militar en Rabat tomando la antigua base aérea francesa. A principios de la década de 1950, la base aérea Rabat-Salé era una instalación de la Fuerza Aérea de los Estados Unidos (USAF) que albergaba a la 17.ª fuerza aérea y a la 5.ª división aérea, que supervisó la llegada a la base del B-47 Stratojet de la SAC (Strategic Air Command). Con la desestabilización del gobierno francés en Marruecos y la independencia del país en 1956, el gobierno de Mohammed V quiso que los Estados Unidos retiraran las bases de la SAC de Marruecos, insistiendo en dicha acción después de la intervención estadounidense en el Líbano en 1958. Los Estados Unidos acordaron abandonar el país en diciembre de 1959, un proceso que se completó en 1963. El SAC sintió que las bases marroquíes eran mucho menos críticas debido a la capacidad del largo alcance de los Boeing B-52 Stratofortress, que reemplazaban a los B-47, y por la finalización de las instalaciones de la USAF en España en 1959. Con la retirada de la USAF de Rabat-Salé, el complejo se convirtió en la instalación principal de la Real Fuerza Aérea Marroquí, conocida como la Base Aérea n.º 1, cuyo estatus aún continúa.
Su alcalde en 2009 era Fathallah Oualalou, de la USFP, elegido el 23 de junio de 2009 gracias a una atípica alianza con los islamistas del PJD, los liberales del Istiqlal, los izquierdistas del PPS y los centristas del RNI.

## Geografía

### Barrios
Los barrios de Rabat (quartiers, en francés) se reparten en forma de abanico y están socialmente muy diferenciados.
En primer lugar, Uday y Medina se sitúan como eje central para el encuentro del Bu Regreg y del océano Atlántico. Al oeste se suceden una serie de barrios populares y de clase media a lo largo de la costa, como Akkari, Yacoub El Mansour, Massa y el Fath. Un segundo grupo de barrios modestos se dispone a lo largo de las ramblas, bordeando el Bu Regreg, e incluye Youssoufia, Takadoum y Hay Nahda. Entre estos dos radios de los barrios de clase media, sin embargo, se encuentra una amplia diagonal de prósperos barrios como Les Orangers, Aviation, Mabel, Hassan o Agdal Hay Riad, y ello se refleja en las viviendas de lujo que hay en los barrios Souissi y Embajadores. Este es el lugar de elección para las residencias diplomáticas. Este vasto plano urbano, aireado, con abundante vegetación y nieblas procedentes del Océano, contrasta notablemente con los islotes más estrechos y densos que lo encuadran.

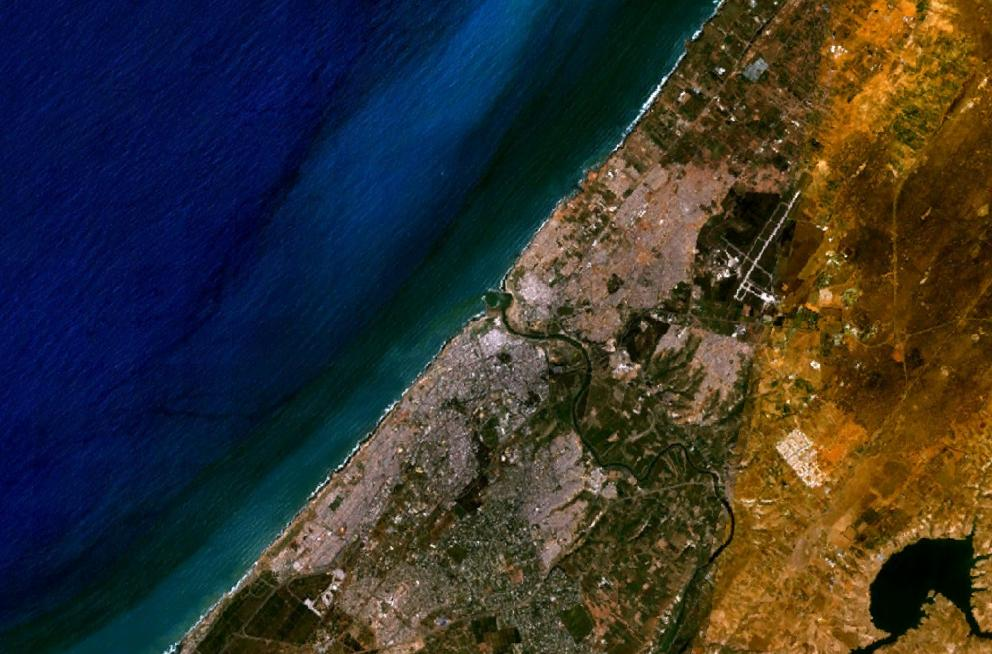
Rabat y Salé

Además, dos grandes proyectos están cambiando la cara de la ciudad: el proyecto Amwaj, cuyo objetivo es la organización de la desembocadura del río Bo Regreg sobre sus dos orillas, con hoteles, residencias de lujo de estilo árabe-andaluz; y el proyecto Sephira, que pretende organizar la cornisa del litoral atlántico mediante la construcción de hoteles, un teatro, un complejo deportivo y residencias de lujo de estilo contemporáneo.

### Clima
El clima de la ciudad es clima templado mediterráneo. En general, el invierno es fresco, la temperatura media en enero, el mes más frío, ronda los 12 °C. En invierno y primavera las precipitaciones son abundantes y frecuentes, casi siempre acompañadas por ráfagas de viento. En verano, la brisa del océano Atlántico suaviza la temperatura de la ciudad. La temperatura en agosto, el mes más caluroso, es de 22 °C.
Los meses más agradables para visitar Rabat son octubre y mayo, cuando la temperatura diurna va de 17 °C a 23 °C. Las horas de sol al día anuales son de cuatro horas y media con una temperatura media anual de 17 °C.
| Parámetros climáticos promedio de Rabat, Marruecos | Parámetros climáticos promedio de Rabat, Marruecos | Parámetros climáticos promedio de Rabat, Marruecos | Parámetros climáticos promedio de Rabat, Marruecos | Parámetros climáticos promedio de Rabat, Marruecos | Parámetros climáticos promedio de Rabat, Marruecos | Parámetros climáticos promedio de Rabat, Marruecos | Parámetros climáticos promedio de Rabat, Marruecos | Parámetros climáticos promedio de Rabat, Marruecos | Parámetros climáticos promedio de Rabat, Marruecos | Parámetros climáticos promedio de Rabat, Marruecos | Parámetros climáticos promedio de Rabat, Marruecos | Parámetros climáticos promedio de Rabat, Marruecos | Parámetros climáticos promedio de Rabat, Marruecos |
| Mes                                                | Ene.                                               | Feb.                                               | Mar.                                               | Abr.                                               | May.                                               | Jun.                                               | Jul.                                               | Ago.                                               | Sep.                                               | Oct.                                               | Nov.                                               | Dic.                                               | Anual                                              |
| -------------------------------------------------- | -------------------------------------------------- | -------------------------------------------------- | -------------------------------------------------- | -------------------------------------------------- | -------------------------------------------------- | -------------------------------------------------- | -------------------------------------------------- | -------------------------------------------------- | -------------------------------------------------- | -------------------------------------------------- | -------------------------------------------------- | -------------------------------------------------- | -------------------------------------------------- |
| Temp. máx. abs. (°C)                               | 30.0                                               | 31.0                                               | 35.8                                               | 37.6                                               | 43.0                                               | 43.7                                               | 47.2                                               | 45.8                                               | 42.3                                               | 38.0                                               | 35.1                                               | 30.0                                               | 47.2                                               |
| Temp. máx. media (°C)                              | 17.2                                               | 17.7                                               | 19.2                                               | 20.0                                               | 22.1                                               | 24.1                                               | 26.8                                               | 27.1                                               | 26.4                                               | 24.0                                               | 20.6                                               | 17.7                                               | 21.9                                               |
| Temp. media (°C)                                   | 12.2                                               | 12.7                                               | 14.2                                               | 15.2                                               | 17.4                                               | 19.8                                               | 22.3                                               | 22.6                                               | 21.5                                               | 19.0                                               | 15.9                                               | 13.2                                               | 17.2                                               |
| Temp. mín. media (°C)                              | 7.2                                                | 7.8                                                | 9.2                                                | 10.4                                               | 12.7                                               | 15.4                                               | 17.6                                               | 17.7                                               | 16.7                                               | 14.1                                               | 11.1                                               | 8.7                                                | 12.4                                               |
| Temp. mín. abs. (°C)                               | -3.2                                               | -2.6                                               | -0.4                                               | 3.8                                                | 5.3                                                | 9.0                                                | 10.0                                               | 11.0                                               | 10.0                                               | 7.0                                                | 0.0                                                | 0.3                                                | -3.2                                               |
| Lluvias (mm)                                       | 77.2                                               | 74.1                                               | 60.9                                               | 62.0                                               | 25.3                                               | 6.7                                                | 0.5                                                | 1.3                                                | 5.7                                                | 43.6                                               | 96.7                                               | 100.9                                              | 554.9                                              |
| Días de lluvias (≥ 1 mm)                           | 9.9                                                | 9.8                                                | 9.0                                                | 8.7                                                | 5.7                                                | 2.4                                                | 0.3                                                | 0.4                                                | 2.4                                                | 6.4                                                | 10.2                                               | 10.4                                               | 75.6                                               |
| Horas de sol                                       | 179.8                                              | 183.6                                              | 232.5                                              | 255.0                                              | 291.4                                              | 288.0                                              | 316.2                                              | 306.9                                              | 261.0                                              | 235.6                                              | 189.0                                              | 179.8                                              | 2918.8                                             |
| Humedad relativa (%)                               | 82                                                 | 82                                                 | 80                                                 | 78                                                 | 77                                                 | 78                                                 | 78                                                 | 79                                                 | 80                                                 | 79                                                 | 80                                                 | 83                                                 | 79.7                                               |
| Fuente: HKO                                        |                                                    |                                                    |                                                    |                                                    |                                                    |                                                    |                                                    |                                                    |                                                    |                                                    |                                                    |                                                    |                                                    |

## Monumentos y lugares de interés
El centro histórico de la ciudad, que incluye los principales edificios y plazas, fue declarado Patrimonio de la Humanidad por la Unesco en 2012. En Rabat se encuentran varios lugares de interés, como por ejemplo la Torre Hassan, el Mausoleo de Mohamed V, la casba o la medina de la ciudad.
- Casba de los Udayas: rábida que domina la desembocadura del uadi Bu Regreg donde se encuentra el museo de Udayas: la rábida fue concebida al principio como el refugio del museo nacional Joyas.
- Torre Hasán: las ruinas de la mezquita edificada por Ya'qub al-Mansūr, destruida en el momento del terremoto de Lisboa de 1755 y el Mausoleo de Mohamed V, donde reposa el difunto rey Mohamed V y sus dos hijos, el rey Hasán II y su hermano menor Mulay Abdellah.[13]
- La necrópolis de Chella: edificada en 1339, Chella fue un antiguo poblado fenicio, cartaginés y romano.[14]
- La mezquita de Agdal.
- La catedral San Pedro de Roma: situada en la Plaza de Golan. Este edificio, siempre destinado al culto católico, fue completado en 1930.[15]
- Dar-al-Mahkzen: el palacio real y la sede del gobierno donde trabajan y residen más de dos mil personas. Se accede al palacio por una vasta explanada, el "Méchouar".[16]
- Bab ar-Rouah y la avenida de las Fuerzas Armadas Reales (FAR).

## Transportes

### Aéreo

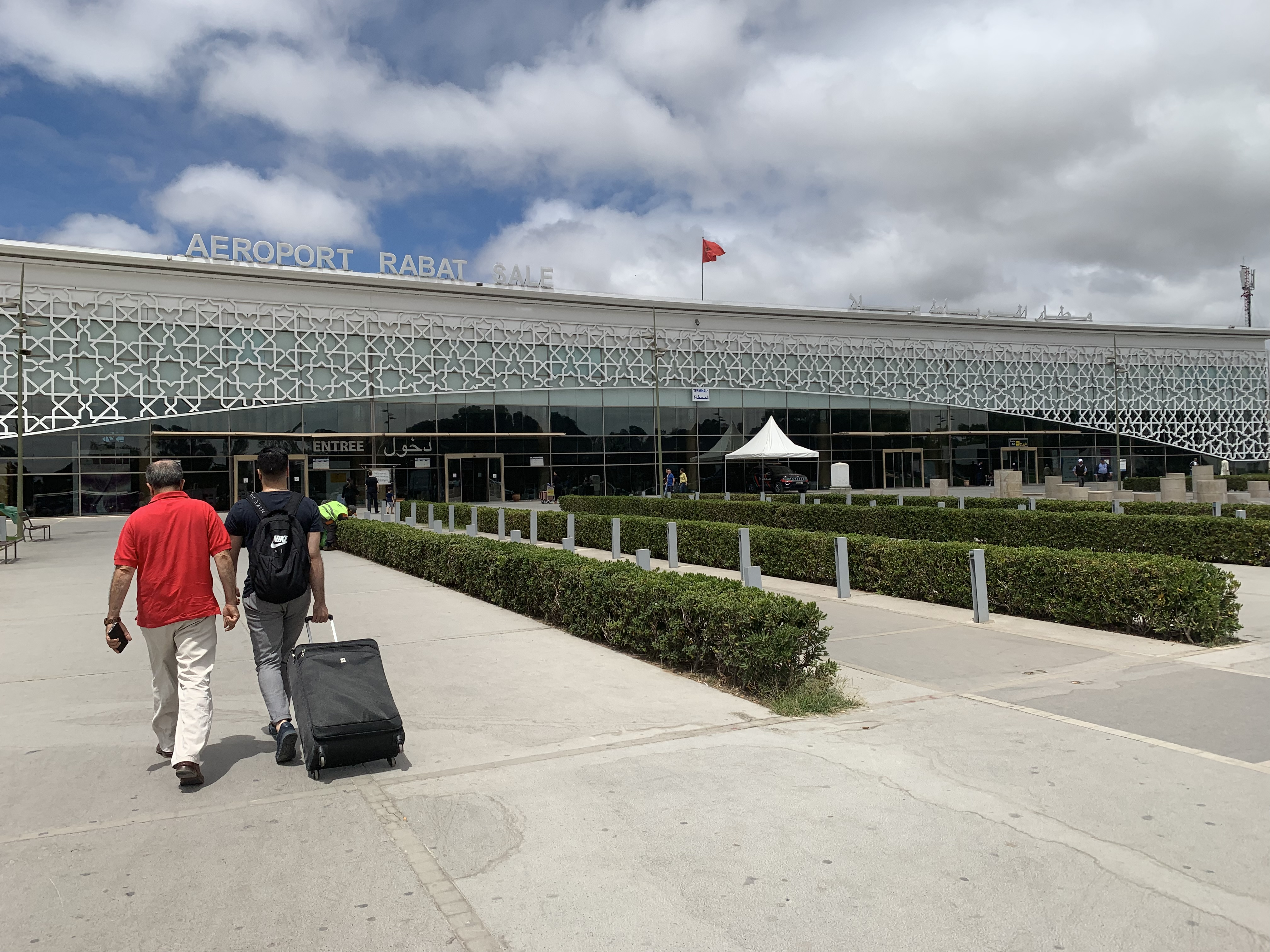
Aeropuerto de Rabat-Salé.

Rabat se conecta por vía aérea mediante el aeropuerto de Rabat-Salé, ubicado a unos 7 kilómetros del centro de la ciudad. Para acceder a él se utiliza únicamente el servicio de taxis y existe un servicio de autobuses que conecta con la estación central de Rabat-Ville. Además se encuentra a unos 100 kilómetros el aeropuerto de Casablanca, que posee mayor cantidad de destinos internacionales, y una rápida conexión mediante tren.

### Tren

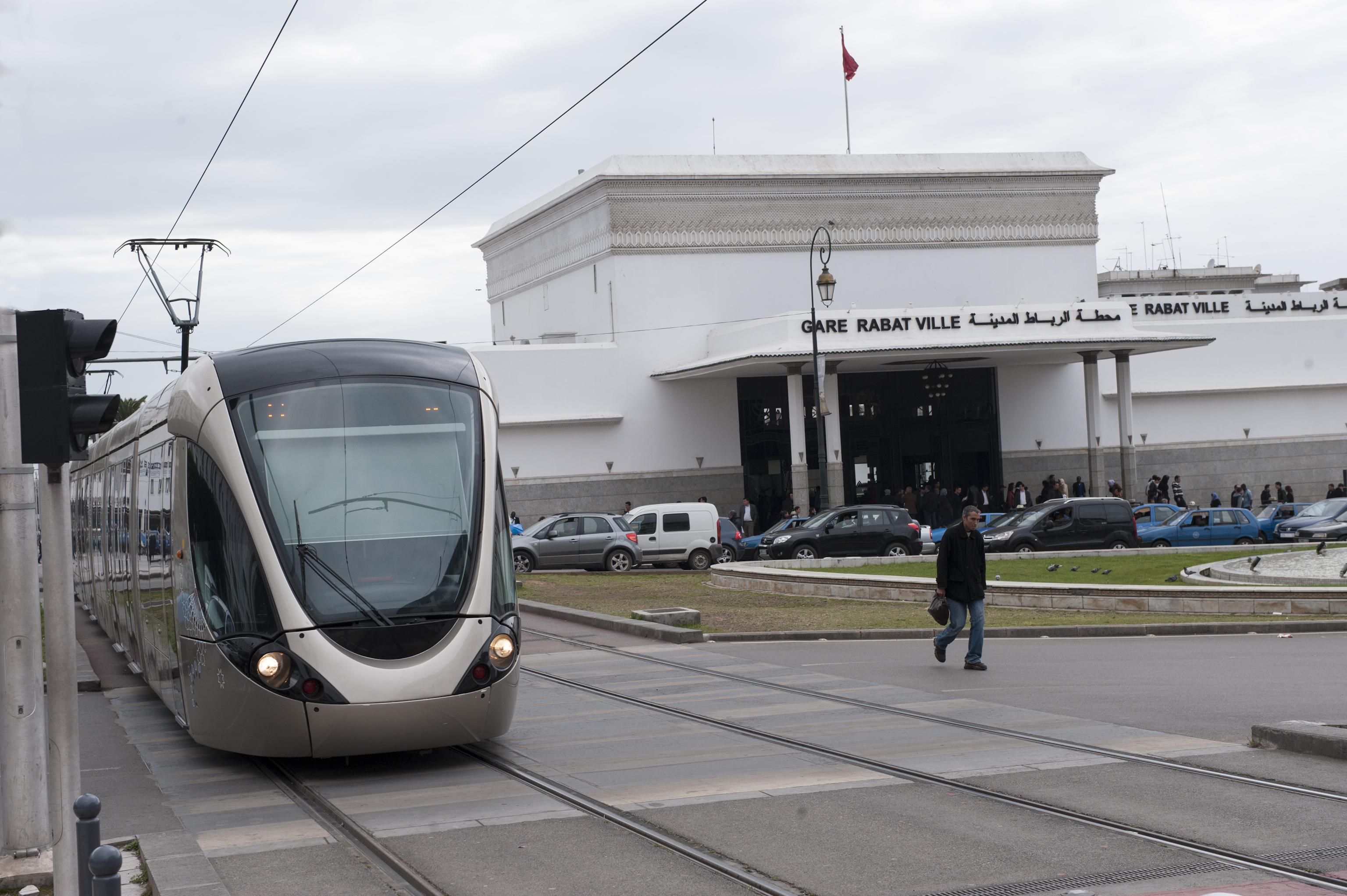
Tranvía con la estación central Rabat-Ville.

La ciudad es servida por varios trenes interurbanos hacia otras regiones del país como Casablanca, Fez y Tánger; mediante servicios expresos en trenes de doble piso eléctricos, que alcanzan los 160 km/h. Estos servicios pueden tomarse desde la estación central de Rabat-Ville. Estos mismos trenes poseen estaciones en los suburbios de la ciudad, específicamente las estaciones son: Salé-Ville, Rabat-Agdal y Salé-Tabriquet.

### Tranvía
El tranvía de Rabat-Salé fue la primera red tranviaria de Marruecos y conecta Rabat con Salé a través del río. Se inauguró el 11 de mayo de 2011 tras un coste de construcción de 3600 millones de dirhams. La red fue construida por Alstom Citadis y su operación está a cargo de Transdev. La red cuenta con dos líneas con una longitud total de 26,9 km  y 43 estaciones.

### Autobús urbano

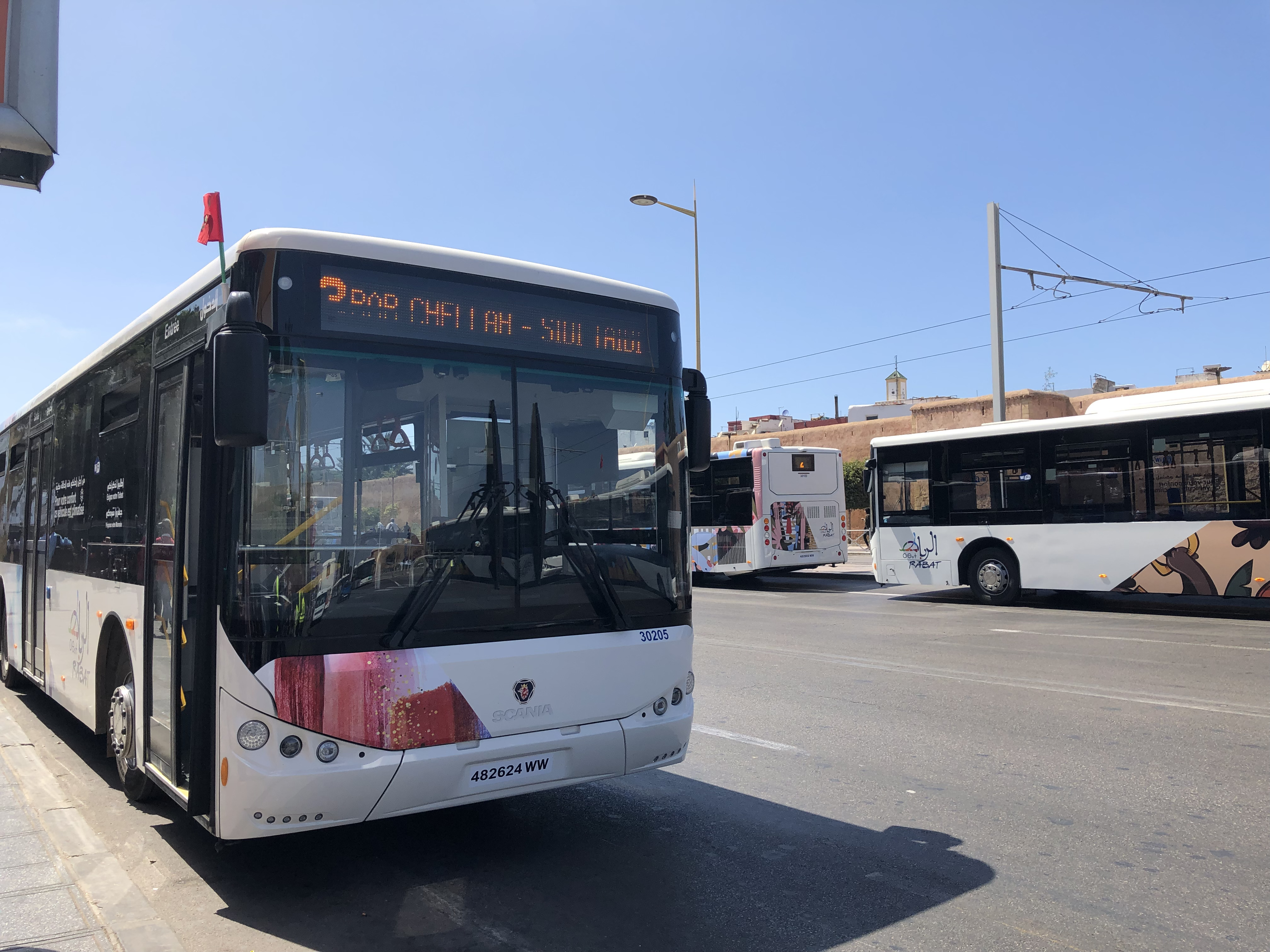
Línea de autobús 3 en la terminal de Bab Chellah.

Tras años de abandono, ya que la inversión se centró en el tranvía, el operador actual, STAREO, fue desbancado en 2019. Se adjudicó un contrato a Alsa-City Bus, una empresa conjunta entre la marroquí City Bus y la española Alsa, filial del Grupo Mobico. El nuevo operador asumió el control en julio de 2019 con el compromiso de adquirir trescientos cincuenta autobuses nuevos. Estos incluirán 102 vehículos Mercedes-Benz y 248 Scania. El contrato tiene una duración de 15 años, renovable por siete años, y promete una inversión de aproximadamente 10 000 millones de dirhams en el sistema de transporte en autobús de la región.

### Automotor
Los taxis son el medio más cómodo y rápido de recorrer la ciudad, son pequeños automóviles que se caracterizan por estar pintados de azul y gris, encontrándose en paradas de la zona céntrica de la ciudad. Sus precios difieren según la hora del día, aumentando considerablemente durante la noche, estos taxis se conocen como petit taxi. Existe otro servicio llamado grand taxi, brindado por automóviles grandes capaces de llevar hasta 6 pasajeros, se utiliza para viajar a ciudades cercanas y en ocasiones al aeropuerto. Las líneas de autobuses tradicionales recorren la ciudad con buenas frecuencias y recorridos.

## Deportes
La ciudad cuenta con el estadio nacional de Marruecos Moulay Abdellah, construido en 1983. Los equipos de fútbol de Rabat son los siguientes:
- FAR Rabat
- FUS Rabat
- Stade Marocain
- Union Yacoub El Mansour
- Unión de Touarga

Los equipos de balonmano son los siguientes:
- FAR Rabat
- FUS Rabat
- Stade Marocain

Los equipos locales de baloncesto son los siguientes:
- FAR Rabat
- FUS Rabat
- Moghreb Rabat

La equitación es una disciplina muy apreciada por la familia real alauí, la FRMSE (Real Federación Marroquí de Deportes Ecuestres) está presidido por la princesa Lalla Amina. En el Real Club Ecuestre de Dar Es Salam de Rabat, anualmente se lleva a cabo la semana del caballo animado por los campeonatos particular de Marruecos.
La ciudad de Rabat cuenta también con tres asociaciones de carreras con palomas.

## Ciudades hermanadas
Las siguientes ciudades están hermanadas con Rabat:
- Amán (Jordania)
- Argel (Argelia)
- Bursa (Turquía)
- París (Francia)
- Damasco (Siria)
- Atenas (Grecia)
- Belén (Palestina)
- El Cairo (Egipto)
- Estambul (Turquía)
- Honolulú (Estados Unidos)
- Las Palmas de Gran Canaria (España)[24]
- Madrid (España)
- San Salvador (El Salvador)
- Hornachos (España)

| Predecesor: Rio de Janeiro | Capital Mundial del Libro 2026 | Sucesor: - |